# A Német Demokratikus Köztársaság zászlaja
A Német Demokratikus Köztársaság zászlaja a Német Demokratikus Köztársaság (NDK) hivatalos zászlaja volt 1949 és 1990 között. A zászló három azonos szélességű vízszintes sávból: fekete, vörös és arany csíkokból állt, melyen helyet kapott a "szocialista heraldika" tervei alapján készült búzakalászos, körzős-kalapácsos címer is.

## Története
1949 és 1959 között az egykori Weimari köztársaság háromszínű fekete-vörös-arany zászlaját használta a Német Demokratikus Köztársaság (Kelet-Németország), azonban a Német Szövetségi Köztársaságnak (Nyugat-Németország) is ugyanez volt a hivatalos zászlaja. Megkülönböztetésképpen 1959. október 1-jén felkerült az NDK címere a nemzeti zászlóra.
A címer közepén egy kalapács látható, amely a munkásokat jelképezte, előtte egy körző, amely az értelmiségiek jelképe. Az arany színű jelképeket egy német nemzeti színű szalaggal befont búzakéve öleli körbe, amely az ország mezőgazdasági dolgozóira utal. Ez a lobogó egészen 1990-ig maradt használatban, amikor a két Németország újraegyesült. Ettől kezdve Németország egyetlen hivatalos lobogója a fekete-vörös-arany színösszeállítású zászló maradt.

## Külső hivatkozások
- German Democratic Republic 1949-1990 (East Germany) (angol nyelven nyelven). flagspot.net